# American Journal of Epidemiology
O American Journal of Epidemiology (AJE) é um periódico revisado por pares, epidemiologistas e profissionais de saúde pública, para descobertas de pesquisas empíricas, artigos de opinião e desenvolvimentos metodológicos no campo da pesquisa epidemiológica. O atual Editor-chefe é o Dr. Enrique Schisterman.
O AJE está atualmente classificado em 6º no campo da epidemiologia de acordo com o Google Scholar. Ele tem um fator de impacto de 4 473 (em 2018), e o fator de impacto de 5 anos é de 5 419 de acordo com o Journal Citation Reports. O seu CiteScore de 2020 é de 8,1.

## História
O American Journal of Epidemiology foi fundado em 1920, originalmente como o  American Journal of Hygiene mudando para o atual nome em 1965.  O primeiro periódico foi publicado em janeiro de 1921, com artigos sobre a ação da luz na contagem de leucócitos, esquistossomose e febre amarela.
Em 1974 o periódico iniciou uma parceria com a  Society for Epidemiology Research (SER) (em português, tradução livre: sociedade de pesquisa epidemiológica), que dura até os dias de hoje. Em 1979, juntos lançam Epidemiologic Reviews, uma série anual de revisão de estudos de epidemiologia, que deve sua concepção e parte de seu desenvolvimento a Neal Nathanson, ex-editor-chefe do AJE.
Em 2005 o AJE publica o seu primeiro artigo online. Em 2020, o primeiro artigo sobre o COVID-19.

## Editores-chefes
- William H. Welch (1920–1927)[15]
- Roscoe Hyde (1927–1938)[15]
- Martin Frobisher (1938–1948)
- David Bodian (1948–1957)
- Philip E. Sartwell (1957–1958)
- Abraham G. Osler (1958–1965)
- Neal Nathanson (1965–1979)
- George W. Comstock (1979–1988)
- Moyses Szklo (1988–2019)[16][17][18]
- Enrique Schisterman (2019–atual)[19]

## Publicações selecionadas
- ZOU, G.. A Modified Poisson Regression Approach to Prospective Studies with Binary Data. American Journal Of Epidemiology, [S.L.], v. 159, n. 7, p. 702-706, 1 abr. 2004. Oxford University Press (OUP). https://doi.org/10.1093/aje/kwh090. (artigo mais citado do jornal, com mais de 4 000 citações)[20][21]